# イングランド・デーン諸王史
イングランド・デーン諸王史 (ラテン語: Historia regum Anglorum et Dacorum)または諸王史 (ラテン語: Historia Regum) は、ダラムのシメオンが編纂した中世イングランドの歴史書。12世紀中ごろにヨークシャーで成立した原稿のみが現存している。中世イングランドやノーサンブリアの歴史の史料として用いられる。
諸王史の原稿は、12世紀後半に書かれたケンブリッジ・コーパス・クリスティ・カレッジ139手稿の51フォリオから129フォリオに含まれる形で生き残った。筆者のダラムのシメオンの名はわずかにインキピットとエクスプリキットに記されているだけだが、彼が諸王史の筆者であることを疑ったり偽書だと主張したりしている歴史家はいない。諸王史は独自の一次史料とは言えないものの、ダラム教会史と同じ筆者による作品ということで貴重な文献とされている。

## 内容と出典
諸王史は年代記などというよりも「歴史編纂物」もしくは「歴史文献集」と言った方が良いような文献である。アントニア・グランズデンとデイヴィッド・ローラソンは、部分ごとにその出典を以下のように整理した。
|    | フォリオ  | ページ   | 内容 |
| 1. | 51v-54v   | 3-13     | 7世紀から8世紀のケント王国伝説。エゼルベルトやエゼルレッドら殉教したケント王国の王族の伝説 |
| 2. | 54v-55r   | 13-5     | バーシニア王イダからノーサンブリア王チェオウルフ（737年没）までのノーサンブリア王国初期の王の一覧。装飾的な文体で、ボエティウスの著作から2つの引用を行い補足している。                                                                              |
| 3. | 55r-58v   | 15-30    | ベーダ・ヴェネラビリスのイングランド教会史および修道院史より |
| 4. | 58v-68v   | 28/30-68 | 現存しないノーサンブリアの年代記より、732年から802年にかけて |
| 5. | 68v-75r   | 69-91    | アッサーの『アルフレッド王の生涯』などの年代記より、849年から887年にかけて |
| 6. | 75r-76r   | 91-5     | 1042年以降に書かれた年代記より、888年から957年にかけて |
| 7. | 76r-76v   | 95-8     | マームズベリのウィリアムの『イングランド王の事績』の抜粋 |
| 8. | 76v-123v  | 98-258   | ウスターのジョンの『年代記』や、アングロサクソン年代記のD写本に近い現存しない「北方本」、ダラムのシメオンのダラム教会史、カンタベリーのエアドメルスの『イギリスにおける新時代の歴史』、サン＝カンタンのドゥドやジュミエージュのギヨームらの著作より |
| 9. | 123v-129v | 258-83   | 1119年から1129年にかけての年代記 |

出典の大部分は887年以前の文献で、特に最初の五章分はラムゼーのバートファースが収集して編纂したものを使っている。そしてその一部は、おそらく10世紀終わりごろに編纂されたものである。1119年から1129年の部分はダラムのシメオンによる諸王史オリジナルの年代記と見られている。

## 再版
- Hinde, John Hodgson, ed. (1868), Symeonis Dunelmensis Opera et Collectanea, Publications of the Surtees Society ; volume 51, Durham: Surtees Society/ Andrews and Co
- Stevenson, Joseph (tr.). Church Historians of England. 8 vols: vol. 3 (part 2: The Historical Works of Simeon of Durham). London, 1853. 425-617. Google Books.
- Arnold, Thomas (ed.). Symeonis Monachi Opera Omnia. 2 vols: vol 2. London, 1885. 1-283.
- Hart, Cyril R. (ed. and tr.). Byrhtferth’s Northumbrian Chronicle: An Edition and Translation of the Old English and Latin Annals. The Early Chronicles of England 2. Edwin Mellen Press, 2006. Edition and translation of the first five sections.